# Festival international du film fantastique d'Avoriaz 1977
Le festival international du film fantastique d'Avoriaz 1977 est le 5e festival international du film fantastique d'Avoriaz.

## Jury
- Steven Spielberg (président)
- Arman
- Michel Audiard
- Jean Farran
- Ivry Gitlis
- Curd Jürgens
- Robert Laffont
- Jacques Lanzmann
- Georges Lautner
- Sydne Rome
- Claude Sautet
- Georges Wakhévitch

## Sélection

### Compétition
- Alice ou la Dernière Fugue de Claude Chabrol ( France)
- Le Bus en folie (The Big Bus) de James Frawley ( États-Unis)
- Carrie au bal du diable (Carrie) de Brian De Palma ( États-Unis)
- Godzilla contre Mecanik Monster (Gojira tai Mekagojira) de Jun Fukuda ( Japon)
- Meurtres sous contrôle (God Told Me To) de Larry Cohen ( États-Unis)
- La Nuit des vers géants (Squirm) de Jeff Lieberman ( États-Unis)
- Les Rescapés du futur (Futureworld) de Richard T. Heffron ( États-Unis)
- Les Révoltés de l'an 2000 (¿Quién puede matar a un niño?) de Narciso Ibáñez Serrador ( Espagne)[1]
- Les Sorciers de la guerre (Wizards) de Ralph Bakshi ( États-Unis)
- Soudain... les monstres (The Food of the Gods) de Bert I. Gordon ( États-Unis)
- Une fille pour le diable (To the Devil a Daughter) de Peter Sykes ( Royaume-Uni /  Allemagne de l'Ouest)

### Hors compétition
- Centre terre, septième continent (At the Earth's Core) de Kevin Connor ( Royaume-Uni /  États-Unis)

## Palmarès
- Grand prix : Carrie au bal du diable (Carrie) de Brian De Palma
- Prix spécial du jury : Meurtres sous contrôle (God Told Me To) de Larry Cohen
- Prix « fantastique » tout public : Le Bus en folie (The Big Bus) de James Frawley
- Mention spéciale : Sissy Spacek pour son interprétation dans Carrie au bal du diable
- Prix de la critique : Les Révoltés de l'an 2000 (¿Quién puede matar a un niño?) de Narciso Ibáñez Serrador[2]